# Naturpark Harz/Sachsen-Anhalt

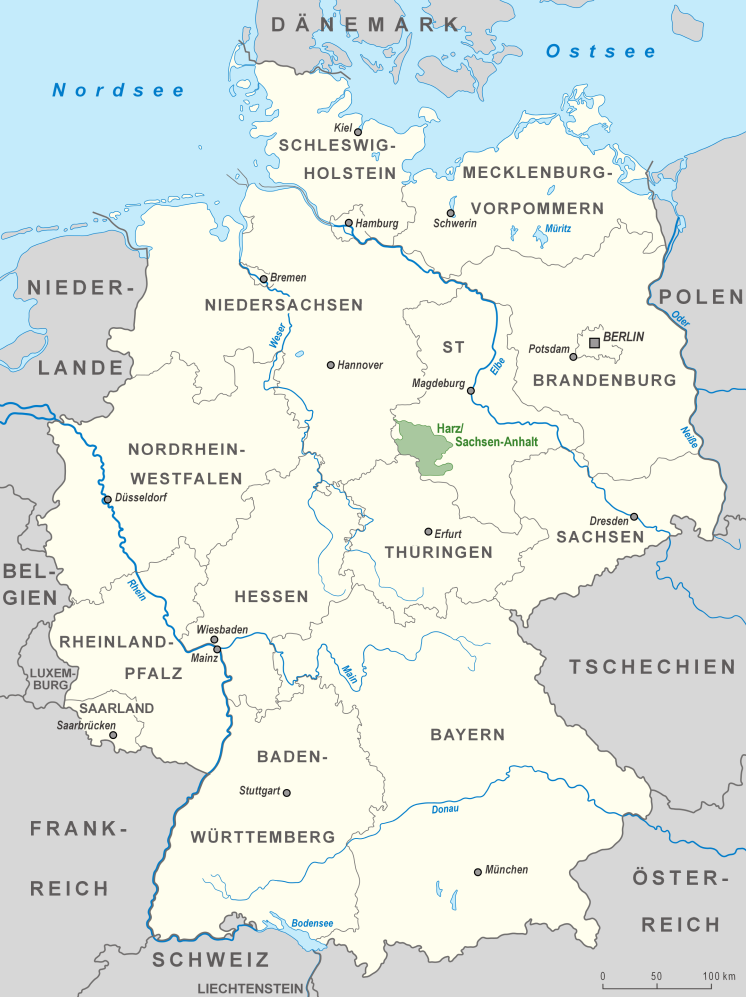
Lage des
Naturparks Harz/Sachsen-Anhalt

Der Naturpark Harz/Sachsen-Anhalt lag in den Landkreisen Harz und Mansfeld-Südharz in Sachsen-Anhalt. Der im Harz gelegene Naturpark wurde 2003 gegründet und ist rund 1.660 km² groß. Träger ist der Regionalverband Harz. 
Der Naturpark enthält den Unterharz, das Massiv des Rambergs und Teile des Mansfelder Landes sowie die sachsen-anhaltischen Teile des Nationalparks Harz im Hochharz. Seine Westgrenze ist Teil des Grünen Bandes Deutschland. Er grenzt an den Naturpark Harz (Niedersachsen) etwa im Westen, an den Naturpark Südharz im Südwesten und den Naturpark Harz/Sachsen-Anhalt (Mansfelder Land) im Südosten, wobei der gesamte Harz Großschutzgebiet ist.
Im Harz und somit im Naturpark, der von artenreicher Flora und Fauna geprägt ist, gibt es ausgedehnte Wälder, teils landwirtschaftlich genutzte Hochflächen, tief eingeschnittene Täler mit wilden Flussläufen und Wasserfällen sowie Stauteiche und Stauseen. Vielerorts gibt es Zeugnisse einer langen Siedlungsgeschichte. Zudem sind Wintersportgebiete vorhanden, und der Harz ist Wandergebiet.
Die höchste Erhebung des Naturparks Harz/Sachsen-Anhalt und zugleich des Nationalparks Harz ist der Brocken (1141,1 m ü. NN).